# Brug 624
Brug 624 is een vaste brug in Amsterdam Nieuw-West.
Ze is gelegen daar waar de Sam van Houtenstraat in Geuzenveld een gracht oversteekt en overgaat in het C.P. Rommeplantsoen en verder in de Gerda Brautigamstraat.
Die laatste twee liggen in de wijk De Eendracht, waarvan de straten rond 1990 werden ingericht. De terreinen waren sportvelden in Sportpark De Eendracht, waarvan de helft werd bestemd voor woningbouw. De gracht tussen de bestaande bebouwing in Geuzenveld en wijk De Eendracht vormde dertig jaar lang de grens tussen stadsbebouwing en sportvelden, maar moest dus overspannen worden t.b.v. de nieuwbouwwijk.
De brug ligt laag over de gracht en laat vanaf de rijweg nauwelijks stijging zien. De betonnen overspanning wordt gedragen door de landhoofden en een juk annex pijler in het midden van de gracht. Opvallend zijn de betonblokken met reliëf aan de einden van de stalen balustraden/leuningen.
Het brugnummer 624 was eerder gebruikt bij de Sloterparkbadlaan. In de nazomer van 1960 werd gewerkt aan een ontwerp van Dirk Sterenberg aan een duikerbrug. Deze gaf voetgangers vanaf de keerlus bij het eindpunt van tramlijn 13 toegang tot het Strandbad aan de Sloterplas. Op de duikerbrug stonden ook de toegangsloketten voor het buitenbad. Rond 1972 werd de gracht waarin de duiker ligt gedempt en alles verdween onder het zand.

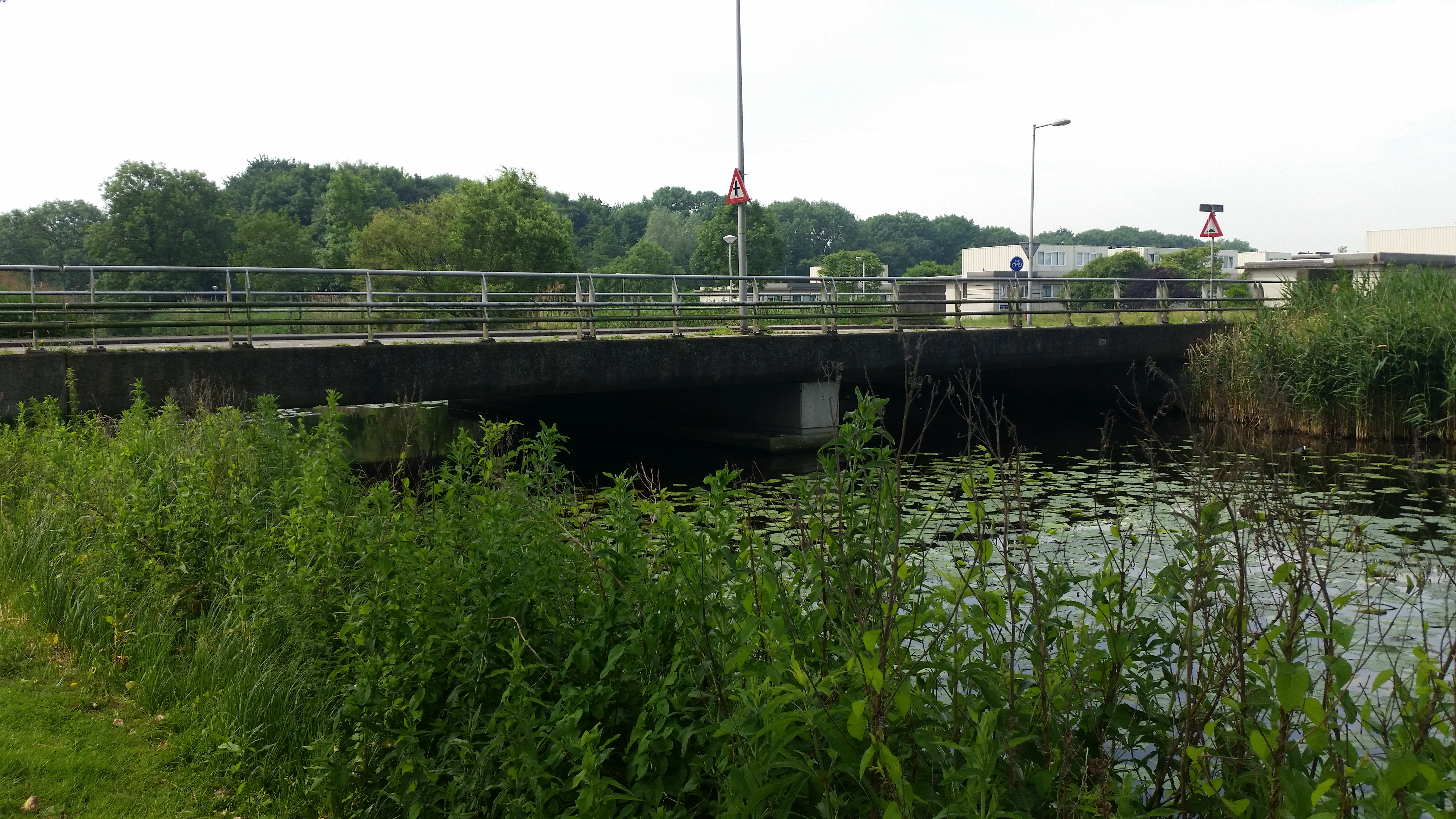
Zijaanzicht (juni 2018)
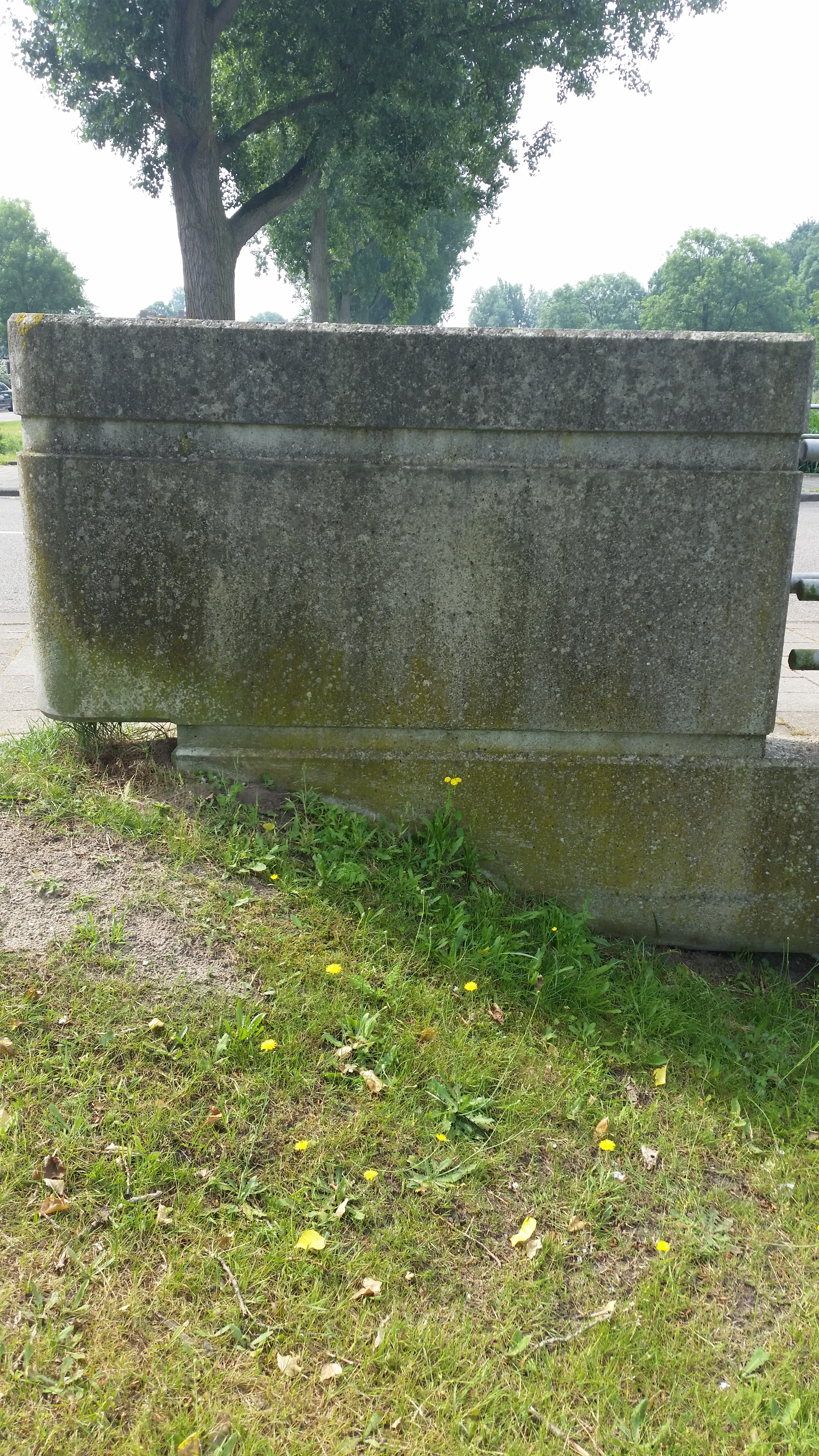
Betonblok met reliëf (juni 2018)

<<< · 600 · 601 · 602 · 603 · 604 · 605 · 606 · 607 · 608 · 609 · 610 · 611 · 612 · 613 · 614 · 615 · 616 · 617 · 618 · 619 · 620 · 621 · 622 · 623 · 624 · 626 · 627 · 628 · 629 · 630 · 631 · 632 · 633 · 634 · 635 · 636 · 637 · 638 · 639 · 643 · 651 · 652 · 653 · 655 · 656 · 657 · 658 · 659 · 660 · 661 · 662 · 663 · 664 · 665 · 666 · 667 · 668 · 669 · 670 · 671 · 673 · 674 · 675 · 676 · 677 · 678 · 679 · 681 · 682 · 683 · 684 · 685 · 687 · 688 · 689 · 690 · 691 · 692 · 695 · 696 · 699 · >>>
Verdwenen brugnummers: 625 (afgebroken brug Sam van Houtenstraat), 640, 644, 645, 646, 647, 648, 650, 672 (duiker Cornelis Lelylaan, Rembrandtpark), 694, 698.
Nooit gebouwd: 649, 680 (nooit gebouwde brug Sloterplas).
Brugnummers 641, 642, 654, 686, 693, 694 en 697 zijn onbekend.